# Moritz West
Pour les articles homonymes, voir West.
Moritz West, de son vrai nom Moritz Georg Nitzelberger (né le 6 août 1840 à Vienne, mort le 11 juillet 1904 à Aigen im Mühlkreis) est un librettiste autrichien.

## Biographie
Moritz Georg Nitzelberger est le fils d'un fonctionnaire. Adolescent, il écrit des textes de chanson et devient l'ami de Carl Zeller. Après des études de droit, il obtient un emploi comme secrétaire dans l'administration de la Wiener Union-Bank. En 1874, il est nommé au conseil d'administration du Mährisch-Schlesische Centralbahn. En 1878, West démissionne de tous ces postes dans les administrations et fait un long voyage d'études. À son retour, il se consacre à une carrière de librettiste.
Moritz Nitzelberger est un bibliophile. Sa collection comprend 1 400 œuvres en 3 200 volumes, principalement de la littérature allemande, principalement des fictions, de l'histoire, des récits de voyages, des contes...

## Œuvre
Livrets
Pour Carl Zeller
- Szenen vom kölnischen Narrenfeste, 1868
- Die Thomasnacht, 1869
- Joconde, 1876 (avec Moret)
- Die Fornarina,1879 (avec Richard Genée et Camillo Walzel)
- Die Carbonari, 1880 (avec Camillo Walzel)
- Der Vagabund, 1886 (avec Ludwig Held)
- Der Vogelhändler, 1891 (avec Ludwig Held)
- Der Obersteiger, 1894 (avec Ludwig Held)
- Der Kellermeister, 1901 (avec Ignaz Schnitzer)

Pour  Richard Genée
- Nisida, 1880

Pour Franz von Suppé
- Die Afrikareise, 1883 (avec Richard Genée)
- Bellman, 1887 (avec Ludwig Held)

Pour Alfons Czibulka
- Gil Blas, 1889, (zusammen mit Camillo Walzel)

Pour Hermann Zumpe
- Polnische Wirtschaft, 1889 (avec Richard Genée)

Pour Johann Brandl
- Die Kosakin, 1891

Pour Leo Held
- Die Schwalben, 1897, (zusammen mit Ludwig Held)

Pour Edmund Eysler
- Bruder Straubinger, 1903 (avec Ignaz Schnitzer)

Pour Carl Wolfgang Zeller (1876–1965)
- Der fromme Landsknecht, 1903[1]

## Source de la traduction
- (de) Cet article est partiellement ou en totalité issu de l’article de Wikipédia en allemand intitulé « Moritz West » (voir la liste des auteurs).